# Troglocyphoniscus remyi
Troglocyphoniscus remyi là một loài chân đều trong họ Trichoniscidae. Loài này được Vandel miêu tả khoa học năm 1946.